# Will.i.AMG GT W1X
will.i.AMG GT W1X – samochód sportowy klasy wyższej typu one-off wyprodukowany przez niemieckie przedsiębiorstwo Mercedes-AMG od 2022 roku.

## Historia i opis modelu
Na początku maja 2022 Mercedes-AMG opublikował oficjalną zapowiedź pierwszego w historii specjalnego projektu o nazwie will.i.AMG, który zgodnie z zastosowaną w nazwie grą słów został zrealizowany we współpracy z amerykańskim muzykiem will.i.amem. Pierwsze oficjalne informacje na temat samochodu opublikowano 3 dni po zapowiedzi, przedstawiając nie tylko zdjęcia nietypowego projektu, ale i specyfikację techniczną oraz komentarz koordynującego powstanie samochodu will.i.ama. Samochód zyskał przydomek "The Flip".
will.i.AMG GT W1X powstał na bazie Mercedesa-AMG GT 4-Door Coupé, dzieląc z nim zarówno podzespoły techniczne, jednostkę napędową i płytę podłogową, jak i dużą część nadwozia - z niego will.i.AMG przejął tylną część nadwozia w postaci m.in. klapy bagażnika, lamp oraz zderzaka. Pozostałe elementy samochodu zyskały awangardowy, charakterystyczny projekt z długą maską i pasem przednim nawiązującym do Mercedesa klasy G. Duże, boczne drzwi otwierane są odwrotnie do kierunku jazdy, z kolei atrapę chłodnicy i alufelgi przyozdobniono specyficzną wariacją na temat loga Mercedesa z dodanym motywem niedźwiedzia.

### Sprzedaż
Efekt projektu will.i.AMG to unikatowa konstrukcja typu one-off, która powstała w jednym egzemplarzu i nie została przeznaczona do seryjnej produkcji. Po przedstawieniu oficjalnych informacji na początku maja, pierwszą publiczną prezentację samochodu przeprowadzono podczas Formula 1 Miami Grand Prix. Twarz projektu, will.i.am, zaplanował także rozbudowane działania promocyjne podczas Festiwalu Filmowego w Cannes, emitując tam 6-odcinkowy film dokumentalny "Drive". W ten sposób artysta chce zwrócić uwagę na swoje inicjatywy filantropijne "i.am/Angel Foundation", w ramach których wspiera dzieci w wychodzeniu z ubóstwa - w tym przypadku, edukując je na polu nowoczesnych technologii.

### Silnik
- R6 3.0l GT43 367 KM